# Bahía Warm Springs

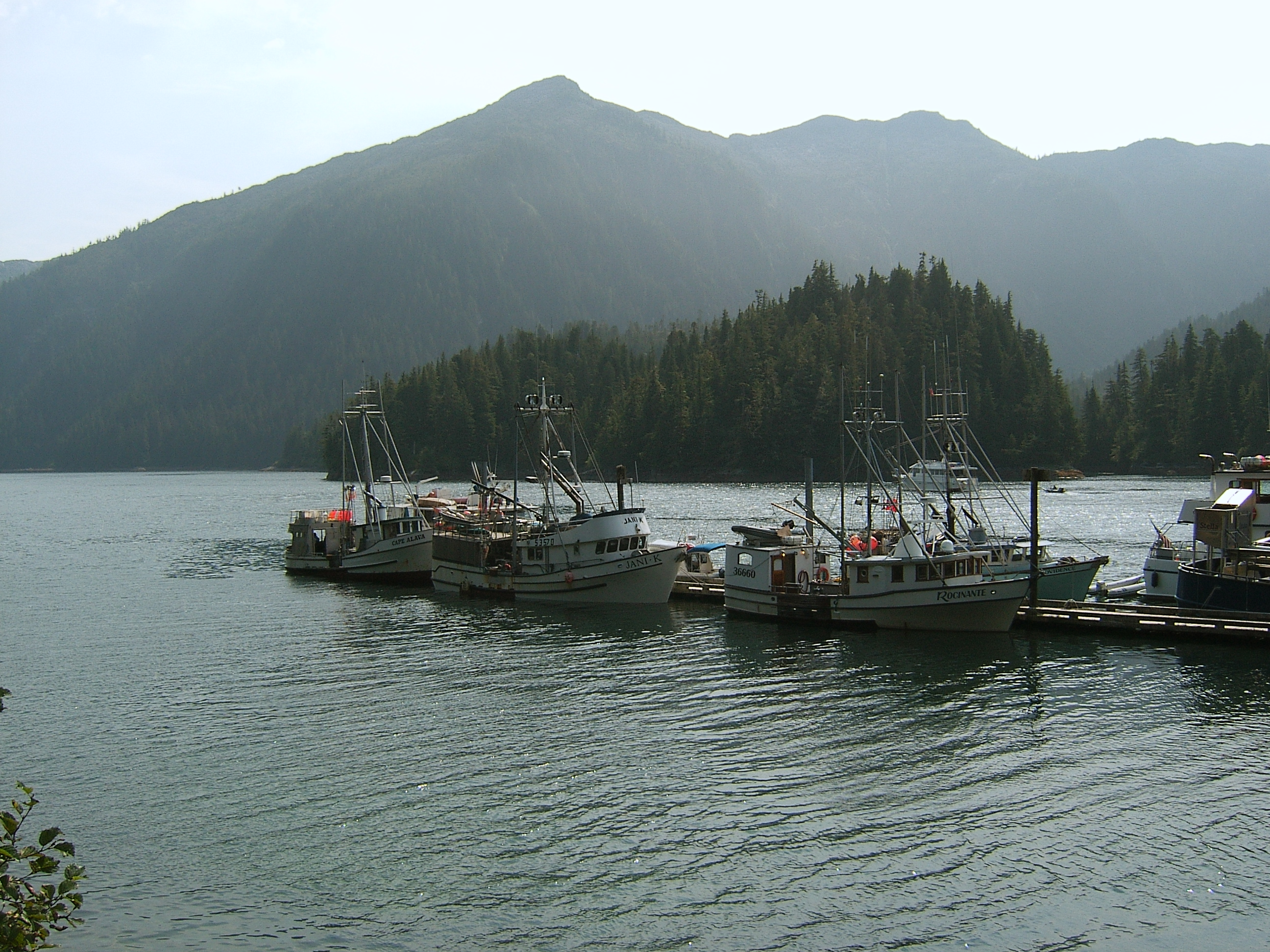
El muelle de la ciudad en época de pesca.

La Bahía Warm Springs (en inglés: Warm Springs Bay, traducido como Bahía de los manantiales calientes) es una bahía de 2.4 millas de largo, localizada a las afueras de la comunidad de Baranof Warm Springs en la Isla de Baranof, que a su vez está en el Archipiélago Alexander, Alaska. La bahía recibe el flujo de salida del lago Baranof y el río homónimo. Se localiza en las coordenadas 57°04′49″N 134°48′12″W.
Fue nombrada así en 1895 por el teniente comandante naval estadounidense Moore, recibe su nombre porque "en la cabecera de la bahía hay una cascada, y cerca de esta hay varios manantiales de agua mineral". Debido a estas aguas termales, muchos tripulantes de barcos pesqueros, provenientes del Chatha Strait, suelen arribar al puerto en la temporada de pesca.